# Kattenburg (Het Hogeland)
Kattenburg is een streekje onder Leens in de gemeente Het Hogeland in de provincie Groningen. De nabijgelegen watergang de Kattenburgertocht is genoemd naar het buurtje.
Het streekje ligt midden in het land tussen Zuurdijk en Warfhuizen. Het ligt in een relatief laag gelegen gedeelte van De Marne, de naam zou daarmee kunnen samenhangen en verwijzen naar de katjes van de els, een boom die bij uitstek op natte gronden groeit. Een andere verklaring is dat kat een verbastering is van kot (een klein, armoedig huis). In dat geval is het een niet meer als zodanig begrepen scheldnaam samengesteld uit twee uitersten: kot en burg (= kasteel).
In het streekje staat nu alleen nog een huisje. Dit is het meest noordwestelijke van 3 arbeidershuisjes die hier hebben gestaan. Ten zuidoosten stond aan oostzijde van het fietspad de boerderij Kattenborg en ten zuiden stond (binnen het kerspel Zuurdijk) een arbeidershuisje halverwege aan westzijde van het Wehesterzandpad. De boerderij werd afgebroken rond 1860, het zuidelijke huisje eind 19e eeuw en de beide huisjes aan de Kattenburgerweg rond 1960. De locaties van de voormalige boerderij en de twee huisjes aan de Kattenburgerweg zijn bij de ruilverkaveling in de jaren 1980 gemarkeerd door er bos te planten.

## Omgeving
Ten noordwesten van Kattenburg staat iets ten oosten van de kruising van de Kattenburgerweg en de weg Douwen (Kattenburgerweg 5) een oud boerderijtje. Deze boerderij lag vroeger zuidwestelijker midden in het land en heette Klinderborg. In 1887 werd de boerderij verkocht en door de nieuwe eigenaren herbouwd als boerderij Kattenburg op de huidige plek. In 1964 werd het land verkocht aan de Zuurdijkster boerderij Rondenborg en het boerderijtje aan de landbouw onttrokken. Later heeft professor Lolle Nauta er nog gewoond.
Ten zuidoosten van Kattenburg (Kattenburgerweg 1) staat sinds 1980 boerderij Nieuw Kattenburg, die ontstaan is bij de ruilverkaveling uit het land van 3 andere boerderijen.
Hoofdplaats: Uithuizen

Dorpen: Adorp · Den Andel · Baflo · Bedum · Eenrum · Eppenhuizen · Hornhuizen · Houwerzijl · Kantens · Kloosterburen · 't Lage van de Weg · Lauwersoog · Leens · Leenstertillen · Lutjewolde · Mensingeweer · Molenrij · Niekerk · Noordwolde · Oldenzijl · Onderdendam · Onderwierum · Oosteinde · Oosternieland · Pieterburen · Rasquert · Rodewolt · Roodeschool · Rottum · Saaxumhuizen · Sauwerd · Startenhuizen (deels) · Stitswerd · Tinallinge · Uithuizermeeden · Ulrum · Usquert · Vliedorp · Vierhuizen · Warffum · Warfhuizen · Wehe-den Hoorn · Westerdijkshorn · Westernieland · Wetsinge · Winsum · Zandeweer · Zoutkamp · Zuidwolde · Zuurdijk

Buurtschappen, gehuchten, wierden en buurten: 1e Nijhoezen · 2e Nijhoezen · 't Aagt · Abbeweer · Alinghuizen · Arwerd · Barnegaten · Bellingeweer · Bethlehem · Beusum · Bokum · Breede · Broek · Het Bultje · De Dingen · De Raken · De Vennen · Den Haver · Deikum · Doodstil · Douwen · Duisterwinkel · Eelswerd · Eemshaven · Elens · Ellerhuizen · Ernstheem · Ewer · Grijssloot · Groot Maarslag · Groot Wetsinge · De Haar · Hammeland · Den Hander · Harssens · Hefswal · Hekkum · Helwerd · Heuvelderij · Hiddingezijl · Holwinde · De Hoogte · De Horn · De Houw · 't Houweel · De Hucht · Kaakhorn · Katershorn · Kattenburg · Klei · Kleine Huisjes · Klein Garnwerd · Klein Maarslag · Klein Wetsinge · Kolham · Koningslaagte · Koningsoord · De Knijp · Kruisweg · Lutje Marne · Lutke Saaxum · Maarhuizen · (Marnehuizen) · Menkeweer · Menneweer · Midhalm · Midhuizen · Mollenhuizen · Nijenklooster · Noordpolder · Noordpolderzijl · Obergum · Oldenzijl · Oldorp · Oosterhorn · Oosterhuizen (Eenrum) · Oosterhuizen (Zuidwolde) · Oudedijk · Oudeschip · Paapstil · Panser · Plattenburg · Polen · Ranum · Reidland · Roodehaan · Schapehals · Schaphalsterzijl · Schilligeham · Schouwen · Schouwerzijl · Sint Annerhuisjes · 't Stort · De Streek · Takkebos · Ter Laan · Tijum · Valcum · Valom · Wadwerd · Walsweer · Westerhorn (De Marne) · Westerhorn (Hogeland) · Westerklooster · Westpolder · Wierhuizen · Wierum · 't Wildeveld · Willemsstreek · Zevenhuizen